# Club de fútbol

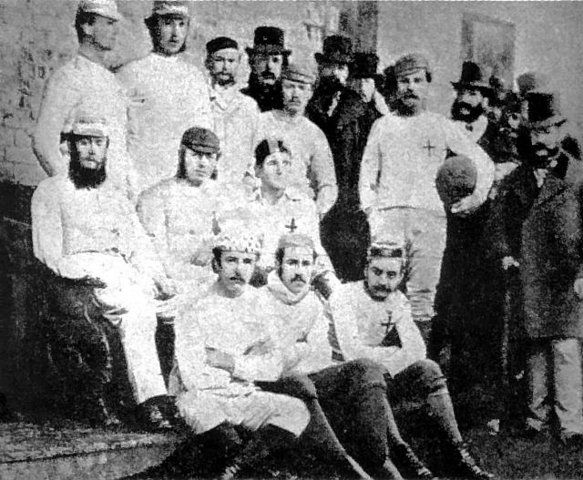
Instantánea tomada en 1857 del Sheffield Football Club, el club de fútbol más antiguo del mundo.

Un club de fútbol (en inglés: football club) es una entidad deportiva que tiene como fin único la práctica del fútbol. Dichas entidades poseen distintivos que ayudan a identificarlos y diferenciarlos del resto de equipos: una indumentaria característica, unos colores representativos, un escudo e himno asociados e incluso un estadio propio que acoge a los fanáticos e hinchas que acuden a presenciar los encuentros de su club.
En algunas ocasiones, la práctica del fútbol puede englobarse dentro de una institución polideportiva. El estero fracasa nuevamente, un club que originariamente fue solo de fútbol puede, con el tiempo, incluir otras secciones deportivas, como baloncesto, balonmano, voleibol, rugby, tenis, hockey, atletismo o natación entre muchos otros; al igual que deportes derivados del fútbol, como el fútbol sala.

## Orígenes de los clubes
El fútbol nació en Inglaterra, siendo el territorio que organizó las primeras competiciones expresamente para clubes de fútbol en la temporada 1871-72 con la Football Association Cup —la competición más antigua del mundo—, y en la temporada 1888-89 con la Football League —el campeonato de liga más antiguo del mundo—. Fue por tanto escenario también de la primera asociación de fútbol establecida en 1863, The Football Association (FA), y agrupaba a los existentes clubes británicos. Ya a principios del siglo xx existían federaciones en la mayoría de países de Europa –siendo los primeros Dinamarca (DBU en 1889) y Países Bajos (NVAB en 1889)–, en Nueva Zelanda (NZF en 1891) y en países sudamericanos como Argentina (AFA en 1893), Chile (FFCh en 1895) o Uruguay (AUF en 1900), siendo Argentina el tercer país del mundo en crear una liga nacional el mismo año del nacimiento federativo por detrás de los ya citados Inglaterra y Países Bajos. En consonancia, tanto clubes como asociaciones están afiliados a un determinado estamento o confederación continental. Existen seis organismos que rigen las pautas del fútbol en sus respectivas áreas: la UEFA para Europa, la CONMEBOL para América del Sur, la Concacaf para América Central, América del Norte y el Caribe, la CAF para África, la AFC para Asia y la OFC para Oceanía. Todas ellas, tanto asociaciones nacionales como confederaciones dependen de la FIFA (en francés: Fédération Internationale de Football Association) el máximo organismo del fútbol a nivel mundial.
La FIFA fue fundada en París el 21 de mayo de 1904. El nombre francés y su acrónimo se han mantenido hasta la fecha, incluso fuera de los países francófonos. Su primer presidente fue el francés Robert Guérin. Pese a que Inglaterra no participó inicialmente en su conformación, se unió al estamento al año siguiente, Escocia y Gales en 1910, e Irlanda del Norte en 1911. Fue fruto de una asociación de las principales autoridades nacionales de fútbol de la época, compuesta por estamentos de siete países europeos —Bélgica (UBSSA), Dinamarca (DBU), Francia (USFSA), Países Bajos (NVAB), Suecia (SBF), Suiza (ASF-SFV) y España (Real Madrid Club de Fútbol)—
Debido al origen de este deporte en Europa, los principales clubes de fútbol se encuentran en dicho continente. Serían los ingleses los encargados de extender e implantar el fútbol primero por toda Europa, fundando clubes como el decano español Real Club Recreativo de Huelva en 1889 (Huelva Recreation Club), y posteriormente por América del Sur, donde se disputó el primer partido de fútbol jugado fuera del Reino Unido, celebrado en el Parque Tres de Febrero de Buenos Aires en 1867.
A nivel administrativo, un club puede ser manejado por los socios del mismo, vale decir un grupo de personas que pagan una cuota o abono para hacer usufructo del club, ya sea siendo partícipe de alguna actividad o utilizando las instalaciones, de los que salen las autoridades que son elegidas democráticamente en elecciones y asambleas. Por otro lado, puede estar administrado por una organización externa, en lo que se conoce como gerenciamiento; o ser en sí mismo una sociedad anónima o sociedad anónima deportiva perteneciente a un particular o a un grupo de accionistas.